# Студенческий парк (Кременчуг)
Студенческий парк — парк в городе Кременчуг (Полтавская область, Украина). До 2016 года парк носил имя «Комсомольский».

## Описание
Парк площадью 60 га расположен в левобережной части города, в районе Первая Занасыпь, неподалёку от Днепра. На территории расположены теннисные корты.

## История

### Парк в советский период
Парк, задумывавшийся как третья очередь Приднепровского парка, был заложен в 1970 году к 100-летию с дня рождения В.И. Ленина на пустыре в районе Первой Занасыпи (Крюковский район). В высадке деревьев принимали участие школьники города. Новый парк получил название «Комсомольский» (комсомол — коммунистический союз молодёжи).
Многие из посаженных деревьев погибли, поэтому городским комитетом комсомола было принято решение провести очередную высадку в 1975 году, а также озеленять по 10 га ежегодно с 1976 по 1978 год. Открытие парка было запланировано на 1978 год, к 60-летию комсомола. В строительстве парка принимало участие более 150 организаций, предприятий и учреждений. В 1977 году было высажено 9 тысяч деревьев, 21 тысяч роз, 850 квадратных метров клумб с многолетними цветами, вырыто озеро с островом посередине, проложена дорога. Совокупно новый парк занял территорию в 60 га.
К 60-летию революции в 1977 году в парке была заложена «Аллея поколений», которую высадили ветераны партии и комсомола, участники революции и активисты. Строители участка нефтепровода «Дружба» из ГДР заложили «Аллею дружбы» и установили в 1979 году в парке металлический памятник в форме секции газовой трубы. В 1978 году в парке появилась «Аллея 60-летия комсомола». К июню 1979 года в парке было высажено почти 13 тысяч деревьев, 20 тысяч кустов, появились спортивные площадки, а также установлен камень с капсулой послания «потомкам-комсомольцам» 2000 года с призывом развивать парк. В 1982 году камень, а также памятник, установленный рабочими из ГДР, были признаны памятниками истории.

### Парк в независимой Украине

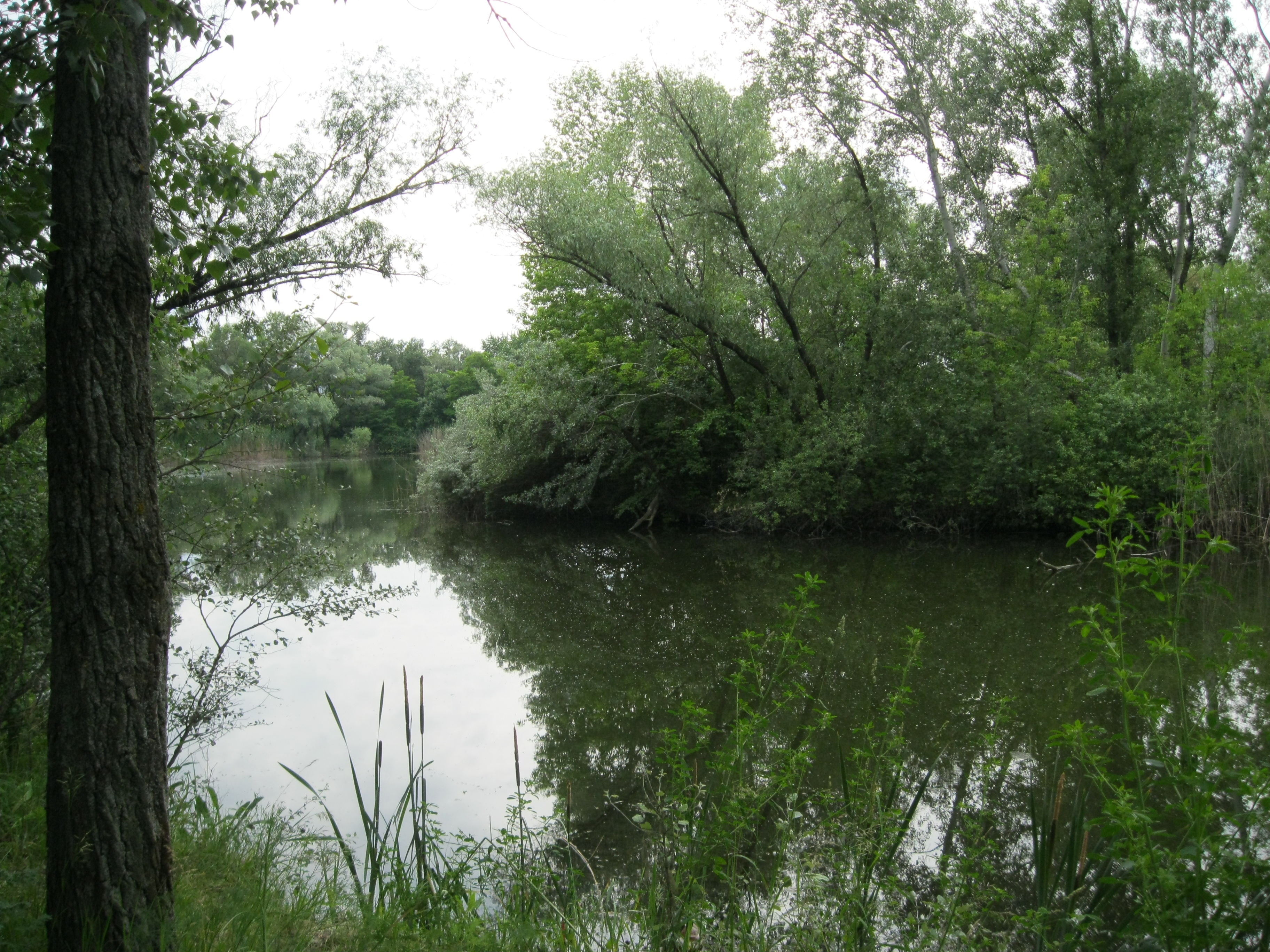
Парковое озеро с островом в 2016 году

В 1990-е годы парк пришёл в запустение. Был уничтожен памятник, установленный немецкими строителями газопровода. В 1995 году в парке проводился чемпионат Европы по мотоболу – игре в футбол на мотоциклах. Специально для этого был сооружён мотобольный стадион. В последующие годы стадион был заброшен и к 2007 году был практически полностью разрушен.
В 2007 году были обнародованы планы по исключению из территории парка приблизительно 10 га с целью строительства на них спортивного комплекса, включающего поле для футбола, мини-футбола, баскетбола и волейбола, а также основное здание комплекса, четыре вспомогательные спортивные базы и девять киосков. Рассматривалась возможность строительства аквапарка возле озера. Тремя годами позже завершилось строительство трёх крытых теннисных кортов. По состоянию на 2014 год, строительство других спортивных объектов не было завершено. Взамен планировалась постройка общественного комплекса и торгово-административного здания.    
В 2011 и 2012 годах в парке проводилась высадка новых деревьев. В 2013 году в парке прошёл Открытый кубок по мотокроссу и теннисный матч Кубка Дэвиса.
В 2016 году парк был переименован в Студенческий в рамках декоммунизации.